# Kuzul ar Brezhoneg
Kuzul ar Brezhoneg (Consell del Bretó) és una confederació d'associacions culturals de defensa del bretó, creada el 1958, que agrupa principalment associacions que treballen en el món editorial (com Al Liamm), amb l'ensenyament del bretó (com Skol Ober) i les relacions intercèltiques. Totes elles editaven en ortografia unificada del bretó, però treballen de manera independent. Fou creada en reacció a l'aparició el 1955 d'Emgleo Breiz i agrupà moltes de les associacions creades abans de la guerra.
Avui, a més de la defensa i el desenvolupament del bretó, és principalment una eina logística al servei dels seus membres: gestió dels abonament, relacions amb la impremta i la premsa, la publicitat, etc. També atorga un ajut al públic a través de traduccions, informació, etc. També organitza premis literaris, com el Premi Xavier de Langlais.

## La controvèrsia
Kuzul sovint ha estat acusat d'orientar les seves accions només als seus simpatitzants més que a l'opinió pública o als poders públics. Aquesta activitat té per objecte promoure l'ús del bretó i és considerada com autocentrada pels seus detractors, i la fan passar per una mena de micro-societat militant. En contrast, la majoria dels bretonòfons creu que:
- l'ús del bretó entre els bretonòfons, membres o no d'una associació, és bastant normal després de segles,
- Això no és més que l'ús la llibertat d'expressió, un dret reconegut per la Declaració Universal dels Drets Humans de les Nacions Unides i altres organismes internacionals, fins i tot si França enrebutja alguns articles.
- Aquests atacs, renovats periòdicament pels detractors de la llengua bretona, demostren la seva intolerància vers la diversitat lingüística.

A més, els objectius declarats de l'associació són l'ús de la llengua bretona, parlada o escrita. Els seus detractors afirmen que aquestes pràctiques poden exigir la prohibició de l'associació i de la llengua bretona, per il·legal i inconstitucional.